# آبرس
آبرس یا آوارس روستایی است که در دهستان رازلیق بخش مرکزی شهرستان سرآب استان آذربایجان شرقی و در ۱۱ کیلومتری شهر سرآب واقع شده‌است.  بر اساس سرشماری سال ۱۳۸۵، جمعیت این روستا ۳۱۸ نفر ( ۷۰ خانوار) بوده‌است.
همچنین چشمه‌ای به همین نام در این روستا وجود دارد.